# Andrij Loenin
Andrij Oleksijovytsj Loenin (Oekraïens: Андрій Олексійович Лунін; Krasnohrad, 11 februari 1999) is een Oekraïens voetballer die speelt als doelman. In juli 2018 verruilde hij Zorja Loehansk voor Real Madrid. Loenin maakte in 2018 zijn debuut in het Oekraïens voetbalelftal.

## Clubcarrière
Loenin speelde in de jeugdopleiding van Metalist Charkiv en kwam in 2015 terecht bij FK Dnipro. Een jaar later, op 16 oktober 2016, maakte de doelman zijn professionele debuut. Op bezoek bij Karpaty Lviv met werd met 1–1 gelijkgespeeld en Loenin mocht het gehele duel onder de lat staan. Na één seizoen in het eerste elftal bij Dnipro maakte Loenin de overstap naar Zorja Loehansk, waar hij zijn handtekening zette onder een verbintenis voor de duur van twee seizoenen. Ook bij Zorja Loehansk speelde de doelman maar één seizoen. Na deze jaargang mocht de Oekraïner kiezen tussen diverse Europese topclubs, waarna de keuze viel op Real Madrid. De Spaanse club betaalde circa achtenhalf miljoen euro voor Loenin en hij tekende voor zes seizoenen in Madrid. In diezelfde zomer verhuurde Real de sluitpost voor één seizoen aan Leganés. Na dit jaar werd de Oekraïner opnieuw verhuurd, ditmaal aan Real Valladolid. In de eerste seizoenshelft kwam hij in competitieverband niet in actie, waarop Real Madrid hem terughaalde en verhuurde aan Real Oviedo. Na blessures van Thibaut Courtois en Kepa Arrizabalaga was Loenin voor een groot gedeelte van het seizoen 2023/24 eerste keuze onder de lat bij Real Madrid. Zijn contract werd in september 2024 opengebroken en met vijf seizoenen verlengd tot medio 2030.

## Clubstatistieken
| Seizoen | Club              | Competitie       | Competitie | Competitie | Beker | Beker | Internationaal | Internationaal | Totaal | Totaal |
| Seizoen | Club              | Competitie       | Wed.       | Dlp.       | Wed.  | Dlp.  | Wed.           | Dlp.           | Wed.   | Dlp.   |
| ------- | ----------------- | ---------------- | ---------- | ---------- | ----- | ----- | -------------- | -------------- | ------ | ------ |
| 2016/17 | FK Dnipro         | Premjer Liha     | 22         | 0          | 3     | 0     | —              | —              | 25     | 0      |
| 2017/18 | Zorja Loehansk    | Premjer Liha     | 29         | 0          | 1     | 0     | 6              | 0              | 36     | 0      |
| 2018/19 | Real Madrid       | Primera División | —          | —          | —     | —     | —              | —              | 0      | 0      |
| 2018/19 | → Leganés         | Primera División | 5          | 0          | 2     | 0     | —              | —              | 7      | 0      |
| 2019/20 | → Real Valladolid | Primera División | 0          | 0          | 2     | 0     | —              | —              | 2      | 0      |
| 2019/20 | → Real Oviedo     | Segunda División | 20         | 0          | 0     | 0     | —              | —              | 20     | 0      |
| 2020/21 | Real Madrid       | Primera División | 0          | 0          | 1     | 0     | 0              | 0              | 1      | 0      |
| 2021/22 | Real Madrid       | Primera División | 2          | 0          | 2     | 0     | 0              | 0              | 4      | 0      |
| 2022/23 | Real Madrid       | Primera División | 7          | 0          | 1     | 0     | 2              | 0              | 10     | 0      |
| 2023/24 | Real Madrid       | Primera División | 21         | 0          | 2     | 0     | 8              | 0              | 31     | 0      |
| 2024/25 | Real Madrid       | Primera División | 5          | 0          | 5     | 0     | 2              | 0              | 12     | 0      |
| Totaal  | Totaal            | Totaal           | 111        | 0          | 19    | 0     | 18             | 0              | 148    | 0      |

Bijgewerkt op 29 april 2025.

## Interlandcarrière
Loenin maakte zijn debuut in het Oekraïens voetbalelftal op 23 maart 2018, toen met 1–1 gelijkgespeeld werd tegen Saoedi-Arabië door goals van Artem Kravets en Fahad Al-Muwallad. Loenin mocht van bondscoach Andrij Sjevtsjenko als basisspeler aan het duel beginnen en hij speelde het gehele duel mee. Tijdens zijn derde interland, op 20 november 2018 tegen Turkije, speelde hij opnieuw de hele wedstrijd. Dit betekende de eerste keer waarin hij in de nationale ploeg de nul wist te houden. Loenin werd in april 2021 door Sjevtsjenko opgenomen in de voorselectie voor het uitgestelde EK 2020. In de uiteindelijke selectie werd hij niet opgenomen.
In mei 2024 werd Loenin door bondscoach Serhij Rebrov opgenomen in de selectie van Oekraïne voor het EK 2024 in Duitsland. Oekraïne werd in de groepsfase uitgeschakeld na een nederlaag tegen Roemenië (3–0), een overwinning op Slowakije (1–2) en een gelijkspel tegen België (0–0). Loenin kwam op het EK in één duel in actie. Zijn toenmalige clubgenoten Antonio Rüdiger, Toni Kroos (beiden Duitsland), Daniel Carvajal, Nacho Fernández, Joselu (allen Spanje), Luka Modrić (Kroatië), Jude Bellingham (Engeland), Ferland Mendy, Eduardo Camavinga, Aurélien Tchouaméni (allen Frankrijk) en Arda Güler (Turkije) waren ook actief op het toernooi.
| Interlands van Andrij Loenin voor Oekraïne | Interlands van Andrij Loenin voor Oekraïne | Interlands van Andrij Loenin voor Oekraïne | Interlands van Andrij Loenin voor Oekraïne | Interlands van Andrij Loenin voor Oekraïne | Interlands van Andrij Loenin voor Oekraïne | Interlands van Andrij Loenin voor Oekraïne |
| №                                          | Datum                                      | Wedstrijd                                  | Uitslag                                    | Competitie                                 | Goals                                      |                                            |
| Als speler bij Zorja Loehansk              | Als speler bij Zorja Loehansk              | Als speler bij Zorja Loehansk              | Als speler bij Zorja Loehansk              | Als speler bij Zorja Loehansk              | Als speler bij Zorja Loehansk              | Als speler bij Zorja Loehansk              |
| ------------------------------------------ | ------------------------------------------ | ------------------------------------------ | ------------------------------------------ | ------------------------------------------ | ------------------------------------------ | ------------------------------------------ |
| 1                                          | 23 maart 2018                              | Saoedi-Arabië – Oekraïne                   | 1 – 1                                      | Vriendschappelijk                          |                                            |                                            |
| 2                                          | 3 juni 2018                                | Albanië – Oekraïne                         | 1 – 4                                      | Vriendschappelijk                          |                                            |                                            |
| Als speler bij Leganés                     |                                            |                                            |                                            |                                            |                                            |                                            |
| 3                                          | 20 november 2018                           | Turkije – Oekraïne                         | 0 – 0                                      | Vriendschappelijk                          |                                            |                                            |
| Als speler bij Real Valladolid             |                                            |                                            |                                            |                                            |                                            |                                            |
| 4                                          | 10 september 2019                          | Oekraïne – Nigeria                         | 2 – 2                                      | Vriendschappelijk                          |                                            |                                            |
| 5                                          | 14 november 2019                           | Oekraïne – Estland                         | 1 – 0                                      | Vriendschappelijk                          |                                            |                                            |
| Als speler bij Real Madrid                 |                                            |                                            |                                            |                                            |                                            |                                            |
| 6                                          | 11 november 2020                           | Polen – Oekraïne                           | 2 – 0                                      | Vriendschappelijk                          |                                            |                                            |
| 7                                          | 8 juni 2022                                | Ierland – Oekraïne                         | 0 – 1                                      | Nations League 2022/23                     |                                            |                                            |
| 8                                          | 24 september 2022                          | Armenië – Oekraïne                         | 0 – 5                                      | Nations League 2022/23                     |                                            |                                            |
| 9                                          | 27 september 2022                          | Oekraïne – Schotland                       | 0 – 0                                      | Nations League 2022/23                     |                                            |                                            |
| 10                                         | 21 maart 2024                              | Bosnië en Herzegovina – Oekraïne           | 1 – 2                                      | EK 2024 kwalificatie                       |                                            |                                            |
| 11                                         | 26 maart 2024                              | Oekraïne – IJsland                         | 2 – 1                                      | EK 2024 kwalificatie                       |                                            |                                            |
| 12                                         | 11 juni 2024                               | Moldavië – Oekraïne                        | 0 – 4                                      | Vriendschappelijk                          |                                            |                                            |
| 13                                         | 17 juni 2024                               | Roemenië – Oekraïne                        | 3 – 0                                      | EK 2024                                    |                                            |                                            |
| 14                                         | 20 maart 2025                              | Oekraïne – België                          | 3 – 1                                      | Nations League 2024/25                     |                                            |                                            |
| 15                                         | 23 maart 2025                              | België – Oekraïne                          | 3 – 0                                      | Nations League 2024/25                     |                                            |                                            |

Bijgewerkt op 29 april 2025.

## Erelijst
| Competitie            |             |                  |             |             |
| Competitie            | Aantal      | Jaren            |             |             |
| Real Madrid           | Real Madrid | Real Madrid      | Real Madrid | Real Madrid |
| --------------------- | ----------- | ---------------- | ----------- | ----------- |
| Primera División      | 2           | 2021/22, 2023/24 |             |             |
| Copa del Rey          | 1           | 2022/23          |             |             |
| Supercopa de España   | 2           | 2021/22, 2023/24 |             |             |
| UEFA Champions League | 2           | 2021/22, 2023/24 |             |             |
| UEFA Super Cup        | 2           | 2022, 2024       |             |             |
| FIFA Club World Cup   | 1           | 2022             |             |             |
| Oekraïne –20          |             |                  |             |             |
| WK –20                | 1           | 2019             |             |             |